# Alain Tanner
Alain Tanner (Ginebra, 6 de desembre de 1929 - 11 de setembre de 2022) fou un director de cinema suís.

## Biografia
Estudia ciències econòmiques a la Universitat de Ginebra. Juntament amb Claude Goretta, funda el 1951 el Ciné-club universitaire de Genève. Amb 23 anys, va treballar durant dos anys a la marina mercant.
Entre 1955 i 1958, va viure a Londres on s'interessà pel cinema i trobà una feina al British Film Institute de Londres. El 1957, realitza la seva primera pel·lícula, amb Claude Goretta Nice Time. La pel·lícula obté el premi a la pel·lícula experimental al Festival de Niça de 1957.
De tornada d'Anglaterra, entra com realitzador a la Televisió suïssa romande on produí diversos curts i documentals, com el de les Inundacions de Florència de 1966. El 1962, funda l'Associació suïssa de directors.
El 1968, funda el Grup 5 juntament amb Michel Soutter, Claude Goretta, Jean-Louis Roy i Jean-Jacques Lagrange, instrument de concertació destinat a promoure el jove cinema suís.
Es dona a conèixer des del final dels anys 1960 amb pel·lícules com Charles mort ou vif (1969), La Salamandre (amb Bulle Ogier) (1971), Jonas que aura 25 ans en l'an 2000 (1976), Els Anys llum (1981), que guanyà el gran premi al Festival de Canes, o À la ville blanche (1983), premi Cèsar a la millor pel·lícula.
El 29 de maig de 2008, va rebre el títol de Doctor honoris causa per la Universitat de Lausanne i va ser el convidat d'honor de les Trobades de Cinema de Gindou del 23 al 30 d'agost de 2008. Va ser membre del jurat del Festival de Canes 1972 i de la Mostra de Venècia 1983

## Les seves idees
Tanner creia que sempre cal compartir alguna cosa amb l'espectador, tenir-lo a una distància adequada, ni massa a prop per no adormir-lo, ni massa lluny per no sofrir. 
| « | Cal sentir-ho, palpar-ho amb els sentits, deixar que s'acosti, amb les llums del matí i del vespre. | » |

 Refusava els plans tallats, o massa breus (un petit truc per tenir un so directe encertat). Per Tanner, és « sentir » el món, és a dir la política, i citant Jean Vigo, " Tenir un punt de vista documentat".
| « | Un dia, conversant amb una classe d'una escola de cinema, vaig posar als estudiants la pregunta següent: « Sabeu perquè es diu que tallar és de dretes i el muntatge d'esquerres ? » Silenci incòmode en els bancs. Trenta anys abans, algú tindria la resposta, i avui, és com si hagués parlat xinès. | » |

## Filmografia
- 1957: Nice Time
- 1961: Ramuz, passage d'un poète
- 1962: L'école
- 1964: Les Apprentis
- 1966: Une ville à Chandigarth

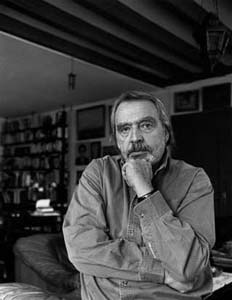
Alain Tanner, per Erling Mandelmann (1993)

- 1968: Doctor B, médecin de campagne
- 1969: Charles mort ou vif - Léopard d'or al Festival de Locarno
- 1971: La Salamandre
- 1973: Le Retour d'Afrique
- 1974: El centre del món (Le Milieu du monde)
- 1976: Jonas qui aura 25 ans en l'an 2000
- 1978: Messidor
- 1981: Els anys llum - Gran Premi al Festival de Cannes 1981
- 1983: A la ciutat blanca - César a la millor pel·lícula
- 1985: No Man's Land
- 1987: Una flama al meu cor
- 1987: La vallée fantôme
- 1989: La dona de Rose Hill
- 1991: L'Homme qui a perdu son ombre
- 1992: Le Journal de Lady M.
- 1995: Fourbi
- 1998: Requiem
- 1999: Jonas et Lila, à demain
- 2002: Fleur de sang
- 2004: Paul s'en va

## Premis i nominacions

### Premis
- 1981: Gran Premi del Jurat (Festival de Canes) per Els anys llum
- 1984: César a la millor pel·lícula francesa per Dans la ville blanche

### Nominacions
- 1979: Os d'Or per Messidor
- 1981: Palma d'Or per Les années lumière
- 1983: Os d'Or per Dans la ville blanche
- 1985: Lleó d'Or per No Man's Land
- 1987: Lleó d'Or per La vallée fantôme
- 1989: Lleó d'Or per La femme de Rose Hill